# Gunta Vaičule
Gunta Vaičule (* 9. März 1995 in Rēzekne als Gunta Latiševa-Čudare) ist eine lettische Leichtathletin, die sich auf den Sprint spezialisiert hat.

## Sportliche Laufbahn
2011 qualifizierte sich Gunta Vaičule erstmals für ein internationales Großereignis, die Jugendweltmeisterschaften nahe der französischen Großstadt Lille, bei denen sie über 100 Meter in der Vorrunde ausschied und über 200 Meter in das Halbfinale gelangte. Kurz darauf wurde sie beim Europäischen Olympischen Jugendfestival in Trabzon Vierte über 200 Meter. 2012 schied sie bei den Juniorenweltmeisterschaften in Barcelona über 400 Meter bereits in der ersten Runde aus. 2013 wurde sie bei den Junioreneuropameisterschaften in Rieti Vierte. 2014 gelangte sie bei den Juniorenweltmeisterschaften in Eugene bis ins Halbfinale und qualifizierte sich für die Europameisterschaften in Zürich, bei denen sie erneut in der ersten Runde ausschied.
2015 qualifizierte sie sich für die U23-Europameisterschaften in Tallinn und schied dort sowohl über 400 Meter als auch mit der lettischen 4-mal-100-Meter-Staffel im Vorlauf aus. Allerdings qualifizierte sie sich für die Weltmeisterschaften in Peking, bei denen sie erwartungsgemäß nicht das Halbfinale erreichen konnte. 2016 nahm sie an den Europameisterschaften in Amsterdam teil und gelangte dort bis in das Semifinale. Im August erfolgte die Teilnahme an den Olympischen Spielen in Rio de Janeiro, bei denen sie in der ersten Runde ausschied. 2017 siegte sie bei den U23-Europameisterschaften im polnischen Bydgoszcz in 52,00 s. Bei den Weltmeisterschaften in London gelangte sie in das Halbfinale. Wenige Wochen später gewann sie bei den Weltstudentenspielen in Taipeh die Silbermedaille über 200 Meter hinter der Italienerin Irene Siragusa.
2018 nahm sie über 400 Meter an den Europameisterschaften in Berlin teil und schied dort mit 51,60 s im Halbfinale aus. Auch bei den Halleneuropameisterschaften 2019 in Glasgow erreichte sie über 400 Meter das Halbfinale, in dem sie mit 53,53 s ausschied. Im Juli nahm sie im 200-Meter-Lauf erneut an den Studentenweltspielen in Neapel teil und wurde dort in 23,12 s Vierte. Damit qualifizierte sie sich auch für die Weltmeisterschaften in Doha, bei denen sie mit 23,32 s in der ersten Runde ausschied. 2022 startete sie bei den Hallenweltmeisterschaften in Belgrad und kam dort mit 53,05 s nicht über den Vorlauf hinaus, wie auch bei den Weltmeisterschaften in Eugene im Juli mit 52,21 s. Anschließend schied sie bei den Europameisterschaften in München mit 51,25 s im Halbfinale aus. Auch bei den Halleneuropameisterschaften 2023 in Istanbul schied sie mit 53,57 s im Semifinale aus. Im Juni wurde sie bei der 2. Liga der Team-Europameisterschaft im Zuge der Europaspiele in Chorzów in 23,32 s Vierte über 200 Meter und gelangte über 400 Meter mit 52,12 s auf Rang fünf. Zudem wurde sie in der Mixed-Staffel in 3:22,71 min Siebte. Im August startete sie über 400 Meter bei den Weltmeisterschaften in Budapest und schied dort mit 51,36 s in der ersten Runde aus. Im Jahr darauf kam sie bei den Hallenweltmeisterschaften in Glasgow mit 53,09 s nicht über den Vorlauf hinaus und im Juni schied sie bei den Europameisterschaften in Rom mit 23,48 s im Halbfinale aus. Im August schied sie bei den Olympischen Sommerspielen in Paris mit 50,93 s in der Hoffnungsrunde über 400 Meter aus.
In den Jahren 2014 und 2015 sowie von 2021 bis 2023 wurde Vaičule lettische Meisterin im 200-Meter-Lauf sowie 2015, 2019 und von 2022 bis 2024 über 400 Meter und 2017 und 2021 im 100-Meter-Lauf. In der Halle sicherte sie sich den Titel über 200 Meter 2014 und 2015 sowie 2016 und 2018 und 2022 und 2023. Zudem wurde sie 2015, 2016 und 2024 Hallenmeisterin über 60 Meter und von 2022 bis 2024 über 400 Meter.

## Persönliche Bestleistungen
- 100 Meter: 11,53 s (+0,1 m/s), 29. Juli 2017 in Ogre
  - 60 Meter (Halle): 7,46 s, 20. Januar 2018 in Kuldiga
- 200 Meter: 22,94 s (+1,2 m/s), 16. Juni 2018 in Ogre
  - 200 Meter (Halle): 23,58 s, 19. Februar 2023 in Valmiera
- 400 Meter: 50,83 s, 29. Juni 2024 in Valmiera
  - 300 Meter (Halle): 36,96 s, 13. Februar 2018 in Liévin (lettischer Rekord)
  - 400 Meter (Halle): 52,66 s, 1. März 2019 in Glasgow (lettischer Rekord)

## Persönliches
Im September 2018 heiratete sie den Landwirt Mārtiņš Vaičulis und tritt seitdem als Gunta Vaičule an.